# Jenisbergbrücke
Die Jenisbergbrücke ist eine Strassenbrücke bei Davos Wiesen im Kanton Graubünden in der Schweiz.
Die einspurige Steinbogenbrücke überführt die Fahrstrasse von der Station Davos Wiesen der Rhätischen Bahn (RhB) zum Weiler Jenisberg in einer Höhe von 75 m über das Landwasser. Sie wurde 1906 im Zusammenhang mit dem Bau der Bahnstrecke Davos Platz–Filisur errichtet und ersetzte eine Holzbrücke, die vom Zimmermeister Richard Coray zu einem Lehrgerüst für die neue Brücke umgebaut wurde. Die Brücke ist im Inventar historischer Verkehrswege der Schweiz als Objekt von lokaler Bedeutung aufgeführt. Der Unterhalt erfolgt durch die Gemeinde Bergün Filisur.
Der 22 m weite Mauerwerksbogen ist halbkreisförmig aus bossierten Keilsteinen gemauert, die Stirnwände bestehen aus quaderförmigen Bruchsteinen, dazwischen befindet sich Füllmaterial. Die Brüstung wies ursprünglich auf beiden Seiten kleine halbkreisförmige Öffnungen auf, die der Entwässerung der Fahrbahn dienten.

Da die ursprünglich nur drei Meter breite Fahrbahn mit modernen Forstfahrzeugen nicht mehr befahren werden konnte, musste sie verbreitert werden. Dazu wurde im Jahr 2020 die talseitige Brüstung abgetragen und auf auskragenden Betonelementen zur Verbreiterung der Fahrbahn neu aufgebaut, wobei die neue Brüstung ohne Entwässerungsöffnungen ausgeführt wurde. Der durch das Büro Conzett Bronzini Partner AG entworfene Eingriff in das denkmalgeschützte Objekt wurde 2021 vom Verein Gutes Bauen Graubünden mit einer Anerkennung ausgezeichnet. 

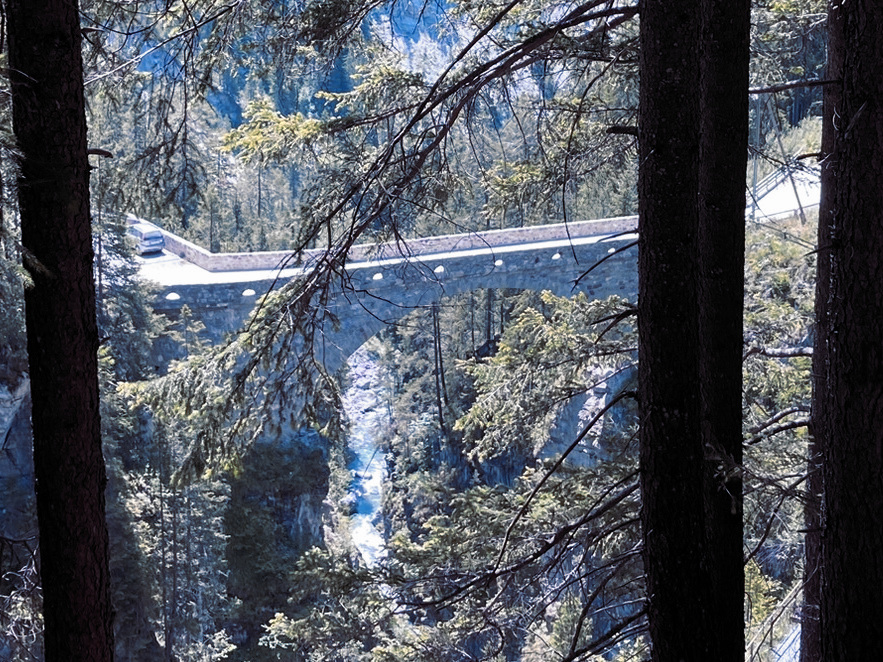
Nach Sanierung 2020
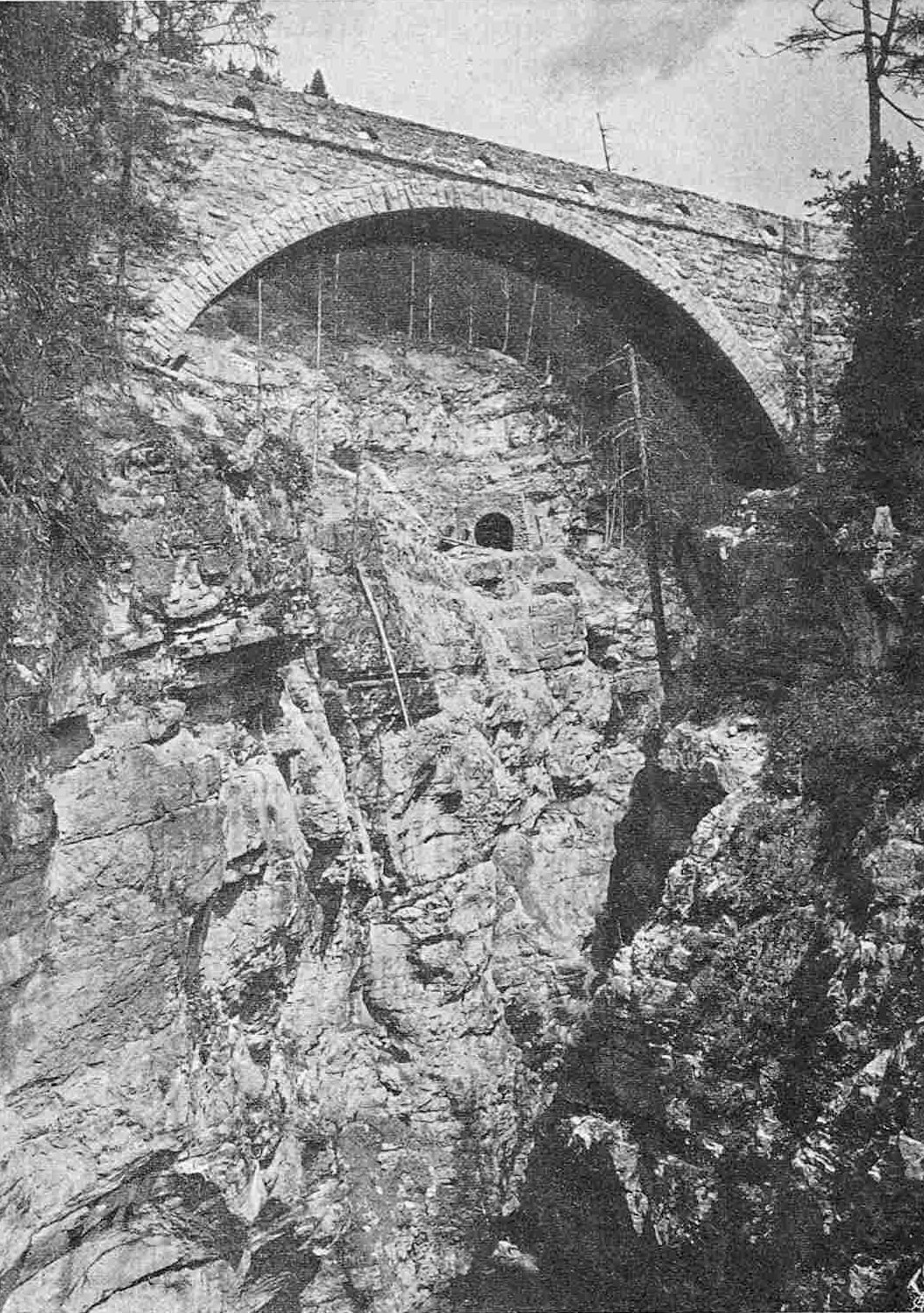
Talseite der Brücke ca. 1909